# Coeligena wilsoni
El inca pardo, colibrí morado verde o inca café (Coeligena wilsoni), es una especie de ave apodiforme de la familia Trochilidae (los colibríes) perteneciente al numeroso género Coeligena. Es nativo de regiones andinas del noroeste de América del Sur.

## Distribución y hábitat
Se distribuye por la pendiente del Pacífico de la cordillera de los Andes del oeste y suroeste de Colombia (al sur desde Chocó) hasta la provincia de Loja en el suroeste de Ecuador.
Esta especie es considerada de poco común a localmente común en sus hábitats naturales: los bosques nubosos, los bosques húmedos, matorrales densos de bordes del bosque y de piedemonte, en altitudes entre 800 y 2000 m. Ocasionalmente puede subir hasta los 2400 m.

## Descripción
Mide en promedio 10 a 11 cm de longitud. El pico es largo y recto. El plumaje es pardo oscuro, pero más brillante en las partes superiores, con la grupa bañada de verde, el vientre con un parche gutural morado iridiscente y una mota blanca a cada lado del pecho. |La cola es bronceada poco bifurcada.

## Alimentación
Se alimenta del néctar de flores de hierbas y epifitas del interior y los bordes de bosque y flores tubulares del sotobosque. También caza arañas e insectos del follaje y ocasionalmente los atrapa en vuelo.

## Reproducción
Construye un nido en forma de taza ligeramente alargada, con musgo y una cobertura densa de semillas de balsa por abajo, decorado por fuera con un tapiz de musgo suelto. Lo ubica a aproximadamente dos metros de altura del suelo, en una horqueta vertical de algún árbol joven del bosque maduro. La hembra pone dos huevos.

## Sistemática

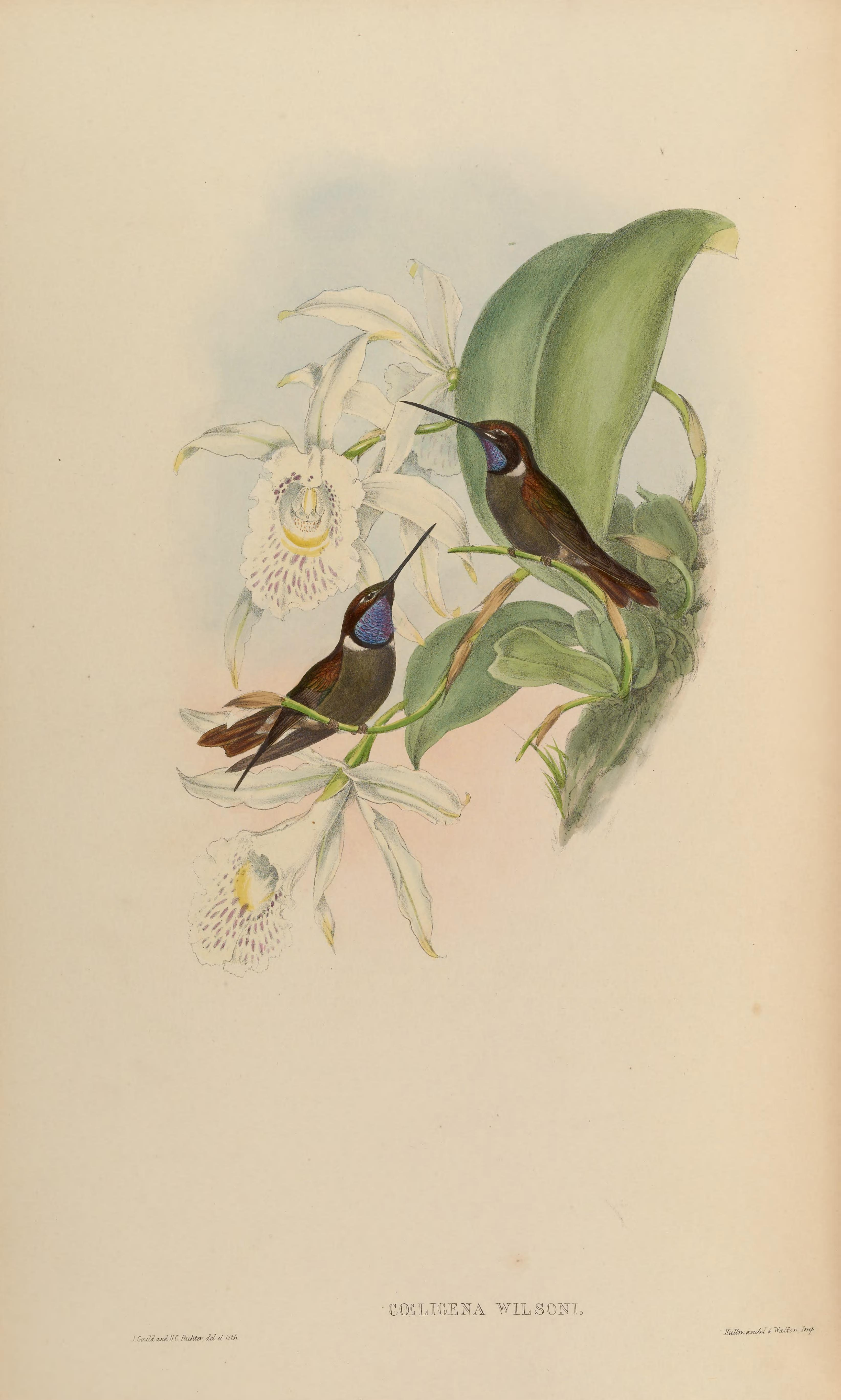
Coeligena wilsoni, ilustración de Gould y Richter en A monograph of the Trochilidae, or family of humming-birds 4, 1861.

### Descripción original
La especie C. wilsoni fue descrita por primera vez por los ornitólogos franceses Adolphe Delattre & Jules Bourcier en 1846 bajo el nombre científico Trochilus wilsoni; su localidad tipo es: «Juntas, cerca de Buenaventura, Colombia».

### Etimología
El nombre genérico femenino «Coeligena» deriva del nombre específico Ornismya coeligena cuyo epíteto proviene del latín moderno «coeligenus» que significa ‘celestial’, ‘nacido en el cielo’; y el nombre de la especie «wilsoni», conmemora al naturalista estadounidense Thomas Bellerby Wilson (1807-1865).

### Taxonomía
La forma descrita C. purpurea Gould, 1854 (de Popayán, centro sur de Colombia) podría ser un híbrido de Coeligena coeligena con C. prunellei, una variación de Coeligena wilsoni o hasta una especie plena posiblemente extinta.
Es monotípica.